# Atherigona variata
Atherigona variata este o specie de muște din genul Atherigona, familia Muscidae, descrisă de Couri, Pont și Penny în anul 2006.
Este endemică în Madagascar. Conform Catalogue of Life specia Atherigona variata nu are subspecii cunoscute.